# 小陈镇
小陈镇，原为小陈乡，是中华人民共和国河北省保定市蠡县下辖的一个乡镇级行政单位。2021年10月撤乡设镇。

## 行政区划
小陈镇下辖以下地区：
小陈村、颜庄村、张村、张村营村、大埝村、南大留村和北大留村。